# You.com
You.com ist ein KI-Assistent, der ursprünglich als personalisierungsorientierte Suchmaschine begonnen hat. Obwohl weiterhin Websuchfunktionen angeboten werden, hat sich You.com auf das Bereitstellen von chatbasierten KI-Assistenten fokussiert.
Das Unternehmen wurde 2020 von Richard Socher, dem ehemaligen Chief Scientist bei Salesforce und dem dritthäufigsten zitierten Forscher im Bereich der Verarbeitung Natural Language Processing mit über 175.000 Zitaten, und Bryan McCann, einem ehemaligen leitenden Forschungswissenschaftler im Bereich NLP bei Salesforce gegründet. Socher ist CEO und McCann ist CTO.
Im Dezember 2022 war You.com die erste Suchmaschine, die ein konsumentenorientiertes Large Language Model (LLM) mit Echtzeit-Internetzugang für aktuelle Antworten mit Zitaten integrierte. Im Februar 2023 war es die erste, die multimodale KI-Chat-Funktionen einführte und den Nutzern verschiedene Arten von Antworten bot, einschließlich visueller Elemente wie Aktiencharts.
Im Jahr 2023 nannte das Time-Magazin Socher in der TIME100 AI, die die „einflussreichsten Personen in der KI“ würdigt. In einem Interview mit Time äußert Socher, das Ziel von You.com sei es, die Produktivität der Nutzer und den Zugang zu Informationen zu verbessern, indem er sagte: „den Menschen schneller Antworten zu geben, sie produktiver, effizienter, besser informiert zu machen, mit besserem Datenschutz.“

## Geschichte
Nach der Gründung im Jahr 2020 startete You.com die öffentliche Beta am 9. November 2021, und erhielt 20 Millionen Dollar an Finanzierung unter der Führung von Marc Benioff, dem Gründer und CEO von Salesforce. Zu den weiteren Investoren gehören Breyer Capital, Sound Ventures und Day One Ventures.
Die Domain You.com wurde ursprünglich 1996 von Benioff gekauft. Benioff investierte in You.com und übertrug das Eigentum an dem Domainnamen You.com auf das Unternehmen. Benioff bezeichnete You.com während des Starts der öffentlichen Beta als die „Zukunft der Suche“ und sagte: „Wir befinden uns an einem kritischen Wendepunkt in der Geschichte des Internets, und wir müssen Schritte unternehmen, um das Vertrauen online wiederherzustellen.“
Im Juli 2022 gab You.com seine Series-A-Finanzierungsrunde über 25 Millionen Dollar bekannt, angeführt von Radical Ventures mit Beteiligung von Marc Benioffs Time Ventures, Breyer Capital, Norwest Venture Partners und Day One Ventures.  Bis Mitte Dezember 2022 teilte You.com mit, dass es mehr als eine Million aktive Nutzer erreicht hatte, und die Anzahl der Suchanfragen stieg in sechs Monaten um über 400 %.

## Features
Am 23. Dezember 2022 war You.com die erste Suchmaschine, die einen ChatGPT-ähnlichen Chatbot mit Live-Web-Ergebnissen parallel zu seinen Antworten startete. Ursprünglich als YouChat bekannt, basierte der Chatbot hauptsächlich auf dem LLM GPT-3.5 und konnte Fragen beantworten, Ideen vorschlagen, Texte übersetzen, Artikel zusammenfassen, E-Mails erstellen, und Programmcode schreiben, während es aktuelle Ereignisse verfolgen und Quellen zitieren konnte. Mehrere weitere Versionen von YouChat wurden veröffentlicht. Die zweite Version, YouChat 2.0, die am 7. Februar 2023 veröffentlicht wurde, integrierte verbesserte konversationelle KI und Community-entwickelte Anwendungen durch die Kombination eines LLM namens C-A-L (Chat, Apps und Links). Dieses Update ermöglichte es YouChat, Ergebnisse in verschiedenen Formaten wie Diagrammen, Fotos, Videos, Tabellen, Grafiken, Text oder Code darzustellen ohne die Suchergebnisseite verlassen zu müssen. YouChat 3.0, vorgestellt am 4. Mai 2023, kombinierte Chat-Funktionalität mit Ergebnissen von Reddit, TikTok, Stack Overflow und Wikipedia.

### AI Modes
Im Jahr 2023 vollzog You.com den Übergang von einer Suchmaschine zu einem chatbasierten KI-Assistenten, bot jedoch weiterhin Websuchfunktionen an. You.com führte KI-Modi ein, um ein maßgeschneidertes Interaktionserlebnis über seine Plattform anzubieten. Diese Modi – Smart, Genius, Create und Research – sind darauf ausgelegt, unterschiedliche Benutzerbedürfnisse zu adressieren, von schneller Informationsbeschaffung bis hin zu komplexem Problemlösen, Forschung und kreativer Inhalteerstellung. Innerhalb der AI-Modi von You.com ermöglicht der Custom Model Selector den Benutzern, zwischen verschiedenen führenden KI-Modellen zu wechseln, wie OpenAIs GPT-4, Anthropics Claude-Serie, Googles Gemini Pro und Zephyr.

### YouPro
Am 21. Juni 2023, stellte You.com YouPro vor, einen kostenpflichtigen Abo-Dienst, der vollen Zugriff auf alle Funktionen des Chatbots gibt. Sowohl die kostenlose als auch die Bezahlversion von You.com gibt Nutzern Zugriff auf das Internet, anders als andere LLMs.

### AI Tools
Schon früh integrierte You.com KI-gestützte Werkzeuge in sein Produktangebot. Im März 2022 startete das Unternehmen YouWrite, einen GPT-3-Textgenerator zum Schreiben von E-Mails und anderen Dokumenten. YouWrite  ist ein KI-Schreibwerkzeug, das darauf abzielt, Schriftstellern, Autoren und Bloggern zu helfen, Schreibblockaden zu überwinden und ihre Fähigkeiten zu verbessern. Es kann Unterstützung bei der Erstellung verschiedener Arten von schriftlichen Inhalten bieten, einschließlich E-Mails, Blog-Posts, Romanen, Essays und Social-Media-Beiträgen. Es verwendet OpenAIs GPT-3, um Inhalte für Benutzer zu generieren, basierend auf Informationen wie Textart, Zielgruppe und gewünschtem Ton, die von den Benutzern in Textaufforderungen bereitgestellt werden.
YouImagine ist ein KI-Kunst-Werkzeug, das Stable Diffusion benutzt. Benutzer können Prompts an die KI schicken, die benutzt werden, um Bilder zu generieren.
Am 14. Juli 2022 kündigte You.com den Start von YouCode an,  eine Wissensdatenbank für Programmierung, ähnlich wie Ressourcen wie Stack Overflow und GitHub, die darauf abzielt, Programmierern zu helfen, Lösungen für Probleme zu finden. YouCode verfügte über eine Suchleiste, die natürliche Sprachverarbeitung, KI-Codegenerierungswerkzeuge, Codebeispiele und eine Sammlung relevanter Ressourcen nutzte. Es ermöglichte Entwicklern, nach Code-Snippets und auf relevante Dokumentationen, und akademische Publikationen zuzugreifen. Es gab mehrere integrierte, entwicklerspezifische Werkzeuge, wie einen Code-Editor und eine Debugging-Konsole, Werkzeuge zur Überprüfung von JSON-Dateien, und zur Generierung von Farbcodes in verschiedenen Formaten wie HEX, RGB und HSV.

## Rezeption
In seiner Bewertung des YouPro-Dienstes von You.com hob ZDNet dessen Kosteneffizienz beim Zugriff auf vielfältige LLM führender Technologieunternehmen hervor.  ZDNet lobte YouPro für seine einzigartigen Funktionen wie umfassenden Internetzugang und einen benutzerdefinierten Modellauswähler, die das KI-Chat-Erlebnis verbessern. ZDNet empfahl YouPro für Personen, die fortschrittliche KI-Fähigkeiten zu einem erschwinglichen Preis erkunden möchten, obwohl es darauf hinwies, dass die Erfahrungen im Vergleich zur Nutzung der Modelle auf ihren nativen Plattformen variieren könnten.
You.com wurde von Time als eine der „Besten Erfindungen des Jahres 2022“ ausgezeichnet.